# Heritiera elata
Heritiera elata är en malvaväxtart som beskrevs av Ridley. Heritiera elata ingår i släktet Heritiera och familjen malvaväxter. Inga underarter finns listade i Catalogue of Life.